# Leopold IV. Friedrich (Anhalt-Dessau)

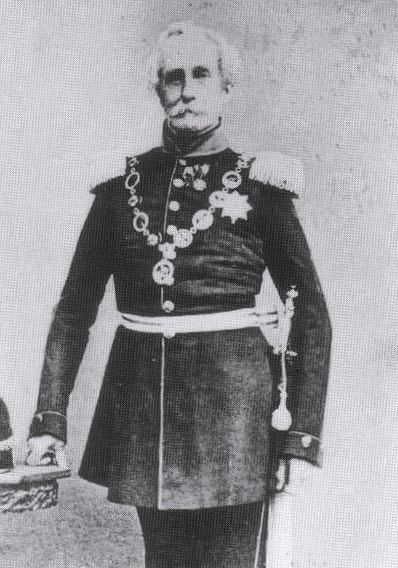
Leopold IV. Friedrich, Herzog von Anhalt-Dessau

Leopold IV. Friedrich, Herzog von Anhalt-Dessau, (* 1. Oktober 1794 in Dessau; † 22. Mai 1871 ebenda) war ein deutscher Regent aus dem Hause der Askanier.

## Leben
Er war ein Sohn von Erbprinz Friedrich von Anhalt-Dessau und Christiana Amalie (1774–1846), Tochter des Landgrafen Friedrich V. von Hessen-Homburg, Enkel von Herzog Leopold III. Friedrich Franz, genannt Vater Franz. Nach der Völkerschlacht bei Leipzig folgte er den Verbündeten bis Paris. Er übernahm am 9. August 1817 nach dem Tod seines Großvaters die Regierung von Anhalt-Dessau.
Durch die Stürme von 1848 sah er sich genötigt, dem Land am 29. Oktober 1848 eine Verfassung zu verleihen, welche jedoch schon am 4. November 1849 wieder aufgehoben und erst im Oktober 1859 durch eine neue Landschaftsordnung ersetzt wurde.
Nach dem Aussterben der Linie Anhalt-Köthen (1847) übernahm Leopold als Senior des Hauses Anhalt am 23. November 1847 die Regierung von Anhalt-Köthen. Am 1. Mai 1853 wurden die beiden Herzogtümer Dessau und Köthen vereinigt zum Herzogtum Anhalt-Dessau-Köthen. Mit dem Tode des Herzogs Alexander Carl von Anhalt-Bernburg († 19. August 1863) erbte er auch Anhalt-Bernburg. Ab 30. August 1863 führte er den Titel Herzog von Anhalt.
Ihm folgte sein Sohn Herzog Friedrich I.

## Ehrung
Ihm zu Ehren erhielten sowohl die Saline als auch der Ort Leopoldshall seinen Namen.

## Nachkommen
Vermählt war Leopold seit dem 18. April 1818 mit Prinzessin Friederike (* 30. September 1796; † 1. Januar 1850), Tochter des Prinzen Friedrich Ludwig Karl von Preußen.
- Auguste (1819–1828)
- Agnes (1824–1897)

⚭ 1853 Herzog Ernst I. von Sachsen-Altenburg (1826–1908)
- Friedrich I. (1831–1904), Herzog von Anhalt

⚭ 1854 Prinzessin Antoinette von Sachsen-Altenburg (1838–1908)
- Maria Anna (1837–1906)

⚭ 1854 Prinz Friedrich Karl Nikolaus von Preußen (1828–1885)